# ووجیمیش بدنارسکی
ووجیمیش بدنارسکی (لهستانی: Włodzimierz Bednarski؛ ‏ تلفظ لهستانی: [vwɔˈd͡ʑimjɛʂ]؛ ‏۲۷ مارس ۱۹۳۵–۱۲ ژوئن ۲۰۲۰) بازیگر اهل لهستان بود.
از فیلم‌ها یا مجموعه‌های تلویزیونی که وی در آن‌ها نقش داشته‌است، می‌توان به سرنوشت‌های لهستانی، رانندگان جایگزین، سیل، خیابان فرعی ۴، مرشد و مارگاریتا، با آتش و شمشیر (فیلم)، با آتش و شمشیر (مجموعه تلویزیونی)، تدی خرسه، رمز انیگما، پان تادئوش و کانال اشاره نمود.